# Ylä-Luosta
Ylä-Luosta eller Yläluostanjärvi är en sjö i Finland. Den ligger i kommunen Rautavaara i landskapet Norra Savolax, i den centrala delen av landet, 400 km nordost om huvudstaden Helsingfors. Ylä-Luosta ligger 155,7 meter över havet. Den är 18,81 meter djup. Arean är 3,43 kvadratkilometer och strandlinjen är 12,04 kilometer lång. Sjön  ingår i Vuoksens huvudavrinningsområde.   I omgivningarna runt Ylä-Luosta växer i huvudsak barrskog. Den sträcker sig 3,1 kilometer i nord-sydlig riktning, och 3,7 kilometer i öst-västlig riktning.
I övrigt finns följande vid Ylä-Luosta:
- Kivipuro (ett vattendrag)